# Turbinicarpus knuthianus
Turbinicarpus knuthianus ist eine Pflanzenart in der Gattung Turbinicarpus aus der Familie der Kakteengewächse (Cactaceae). Das Artepitheton knuthianus ehrt den dänischen Botaniker Frederik Marcus Knuth.

## Beschreibung
Turbinicarpus knuthianus wächst meist einzeln mit bläulich grünen, etwas niedergedrückt kugelförmigen Körpern und hat mehrheitlich Faserwurzeln. Die Körper erreichen Wuchshöhen von 3 bis 6 Zentimetern und Durchmesser von 3,5 bis 7 Zentimeter. Ihre konischen Höcker sind 5 bis 7 Millimeter hoch. Es sind 1 bis 2 weiße, leicht aufwärts gebogene Mitteldornen mit einer Länge von 10 bis 16 Millimetern vorhanden. Die 15 bis 20 ausstrahlenden Randdornen sind weiß, schlank, gerade und 6 bis 8 Millimeter lang.
Die hellmagentafarbenen Blüten besitzen einen dunkleren Mittelstreifen. Sie sind 2,3 bis 2,8 Zentimeter lang und weisen Durchmesser von 1,8 bis 2,5 Zentimetern auf. Die fast kugelförmigen, gelblichen grünen Früchte sind bis 9 Millimeter lang und erreichen einen Durchmesser von 7 bis 8 Millimeter.

## Systematik, Verbreitung und Gefährdung
Turbinicarpus knuthianus ist im mexikanischen Bundesstaat San Luis Potosí verbreitet.
Die Erstbeschreibung als Echinocactus knuthianus erfolgte 1930 durch Friedrich Bödeker. Václav John und Jan Říha (* 1947) stellten die Art 1983 in die Gattung Turbinicarpus. Weitere nomenklatorische Synonyme sind Neolloydia knuthiana (Boed.) F.M.Knuth (1936), Thelocactus knuthianus (Boed.) Borg (1937), Gymnocactus knuthianus (Boed.) Backeb. (1951), Pediocactus knuthianus (Boed.) Halda (1998) und Turbinicarpus saueri subsp. knuthianus (Boed.) Lüthy (2001).
Turbinicarpus knuthianus wird in Anhang I des Washingtoner Artenschutz-Übereinkommen geführt.

## Nachweise